# Os capitatum
Het os capitatum of hoofdvormig been is een van de acht handwortelbeentjes. Het is gelegen in de distale rij van handwortelbeentjes, lateraal van het os hamatum (haakvormig been) en mediaal van het os trapezoideum (klein veelhoekig been).
Het botje is gelegen in het centrum van de pols en is het grootste handwortelbeentje. Het heeft een ronde uitstulping aan proximale zijde, gelegen in de concave uitsparing tussen os scaphoideum en os lunatum, een relatief nauwe nek en een distaal corpus of lichaam. Naast het os scaphoideum en het os lunatum heeft het os capitatum ook gewrichtsverbindingen met de tweede, derde en vierde middenhandsbeenderen, het os hamatum en het os trapezoideum.
Het proximale oppervlak van het hoofdvormig been is rond en glad en articuleert met het os lunatum. De distale zijde wordt door twee richels gescheiden in drie facetgewrichten, voor de gewrichtsverbindingen met de drie metacarpalia, waarvan het gewrichtsoppervlak voor het derde middenhandsbeentje het grootste is. Het dorsale oppervlak is breed en ruw. De smalle, ronde, ruwe volaire zijde (handpalmzijde) van het os capitatum vormt de aanhechtingsplaats voor meerdere ligamenten en een deel van de musculus adductor pollicis. Aan laterale zijde, waar het botje met het os trapezoideum articuleert, bevindt zich aan voor-onderzijde van dit facetgewricht een diepe richel voor een ligamentum interosseum. Hierboven hechten nog meer ligamenten aan. Lateraal bevindt zich ook een groot, glad, convex oppervlak voor de gewrichtsverbinding met het os scaphoideum. Het mediale oppervlak ten slotte is achter en boven glad en concaaf ten bate van het facetgewricht met het os hamatum, aan anterieure zijde is het ruw voor de aanhechting van een ligamentum interosseum.

## Afbeeldingen

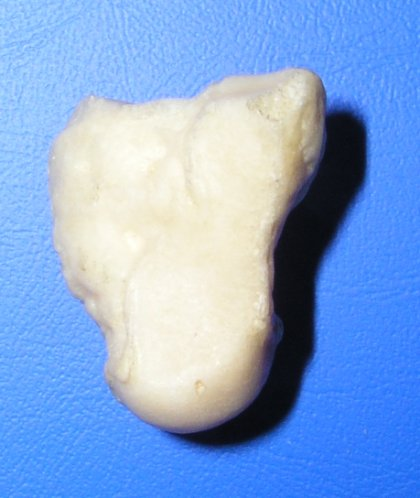
De palmaire zijde van het os capitatum
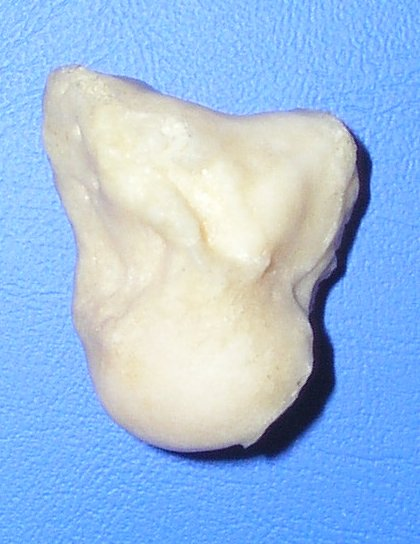
De dorsale zijde van het os capitatum